# Appenweier
Appenweier település Németországban, azon belül Baden-Württembergben. Lakosainak száma 10 298 fő (2023. december 31.). Appenweier Rheinau, Durbach és Kehl községekkel határos.

## Népesség
A település népessége az elmúlt években az alábbi módon változott:
| Lakosok száma | 7409 | 10 103 | 10 256 | 10 214 | 10 320 | 10 298 |
|               | 1975 | 2017   | 2019   | 2021   | 2022   | 2023   |

## Közlekedés

### Vasúti
A település fontos vasúti csomópont, ugyanis innen indul a 22 km-es Appenweier–Strasbourg-vasútvonal, mely összekapcsolja a Rajna felett Németország és Franciaország vasúthálózatát.